# Rodrigo Ferrés (regatista)
Rodrigo Ferrés es un deportista argentino que compitió en vela en la clase Soling. Ganó una medalla de oro en el Campeonato Europeo de Soling de 2012.

## Palmarés internacional
| Campeonato Europeo | Campeonato Europeo | Campeonato Europeo | Campeonato Europeo |
| Año                | Lugar              | Medalla            | Clase              |
| ------------------ | ------------------ | ------------------ | ------------------ |
| 2012               | Aarhus (Dinamarca) | Medalla de oro     | Soling             |

1. ↑  En algunas ediciones del Campeonato Europeo se permitió la participación de regatistas de otros continentes.